# Autoblindo Fiat-Ansaldo
La serie delle autoblindo Fiat-Ansaldo fu progettata e usata dal Regio Esercito durante la seconda guerra mondiale, utilizzata in particolare nei reparti da ricognizione: vide uso esteso durante la campagna del Nordafrica e, in generale, apparve in quasi tutti i teatri bellici nei quali combatté l'Italia. Fu fornita nelle tre versioni AB40, AB41 ed AB43, via via migliorate soprattutto nella dotazione offensiva.

## Sviluppo
Lo sviluppo dell'autoblinda Fiat Ansaldo ebbe inizio nel 1938, stante la necessità di un mezzo da impiegare nelle colonie da parte della PAI (Polizia dell'Africa Italiana) e la contestuale richiesta da parte del Regio Esercito di un mezzo per i Bersaglieri e la Cavalleria (truppe celeri) che sostituisse le vecchie Lancia 1Z risalenti alla Prima Guerra Mondiale che dal 1920 e fino ad allora, insieme alle autoblindo Fiat 611, erano state appannaggio pressochè esclusivo dei reparti del Reggimento Carri Armati che, nell'arco di un ventennio, le impiegò operativamente in Libia, Somalia, Etiopia, Spagna, in tutti i Balcani e nelle isole dell'Egeo. L'esperienza operativa e logistica maturata dai carristi dei reparti autoblindo in tantissimi combattimenti oltremare nel corso del ventennio 1920-1940 risultò decisivo per la messa a punto della nuova autoblindo italiana. Fu utilizzando allo scopo il telaio con sospensioni indipendenti e quattro ruote motrici sterzanti che era stato messo a punto per il trattore d'artiglieria Fiat-SPA TM40. Lo scafo era costituito da piastre balistiche imbullonate sul telaio.
In vista del suo impiego come mezzo da ricognizione l'autoblinda venne dotato di doppi comandi, con una postazione di guida anteriore ed una posteriore; ciò permetteva di invertire rapidamente il senso di marcia.
Un'altra caratteristica peculiare del mezzo e che ne distingueva la linea erano le due ruote di scorta alloggiate a mezza fiancata; tali ruote, poste in folle, nella guida fuoristrada fungevano da ausilio per il superamento di ostacoli.

## Modelli
L'AB40, dotata di 3 mitragliatrici Breda Mod. 38 da 8 mm di cui due in torretta ed una in casamatta nello scafo, risultò fin dall'inizio carente sul piano dell'armamento (fatto comune alla produzione bellica italiana del periodo).

Venne pertanto messo in produzione rapidamente un nuovo modello, l'AB41: tale modello differiva dal precedente per l'armamento, essendo dotato di una torretta con alloggiati un cannone leggero Breda 20/65 Mod. 1935 ed una mitragliatrice coassiale Breda Mod. 38 da 8 mm (la stessa torretta equipaggiava anche i carri leggeri L6/40); inoltre per sopperire all'aumento di peso era stato sostituito il motore da 78 hp con uno da 88 hp.
La necessità di disporre di un armamento maggiore portò allo sviluppo di prototipi denominati ufficiosamente AB42 ed AB43, armati tutti con un cannone da 47/32 (lo stesso dell'M13/40), ma differenti per forme della torretta e dello scafo, alcuni dotati di doppia guida ed altri di guida singola. Il modello che doveva esser definitivo, denominato AB43, consegnato nel maggio 1943, fu omologato soltanto nell'agosto a causa di difetti riscontrati, ma la produzione venne impedita dall'armistizio ed il veicolo non entrò mai in servizio con il Regio Esercito. L'innovazione principale era l'adozione del cannone 47/32 Mod. 1935 da 47 mm, con 63 colpi disponibili. Nello scafo, in casamatta, ospitava la solita mitragliatrice Breda Mod. 38 cal. 8 mm con una dotazione di 756 colpi. Nonostante la motorizzazione con un 6 cilindri in linea a benzina da 108 cavalli invece che da 88 hp come nella AB41, l'aumento del peso ad 8 tonnellate dovuto alla nuova torretta riduceva l'autonomia a 350 km.

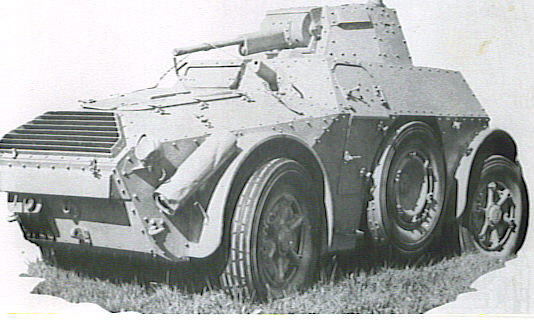
Autoblindo AB41

Nel 1944 i tedeschi, che occupavano le industrie del nord, ne avviarono la produzione adottandola come PzSpWg AB43 203(i) e l'assegnarono ai reparti della Wehrmacht impegnati nella lotta antipartigiana. Probabilmente anche per questi compiti di seconda linea, l'armamento fu ridotto alla solita Breda da 20 mm ma stavolta in una torretta leggermente più bassa. Un ulteriore modello prodotto per le forze tedesche era dotato di cannone da 50mm (per adattarlo al munizionamento tedesco) e carrozzeria scoperta. Nel dopoguerra le poche unità sopravvissute furono assegnate ai reparti celeri della Polizia di Stato e forse all'Aeronautica per la sorveglianza aeroporti.

## Impiego
L'impiego di questi veicoli blindati nell'ambito dell'Esercito Italiano è circoscritto al biennio 1941-43. Il mezzo venne assegnato ad un paio di battaglioni bersaglieri e ad alcuni gruppi di cavalleria mobilitati da alcuni depositi di quell'arma o dalla Scuola di Applicazione di cavalleria operanti autonomamente come supporti di grande unità. A livello reggimentale furono assegnate alla fine del 1942 solo al "Reggimento Cavalleggeri di Lodi" (inviato in Tunisia) e ai reggimenti "cavalleggeri di Montebello" e "Cavalleggeri di Lucca" riattivati per dar vita alla divisione corazzata Ariete II (135^) la quale ebbe purtroppo vita assai breve. 
Anche i carristi ebbero in dotazione un certo numero di esemplari che furono assegnati al Centro Addestramento Carristi (Civitavecchia e Cordenons) e al Centro Istruzioni Carristi (Libia) per poter addestrare le unità di cavalleria alle attività tattiche.
Le AB, per quanto dotate di una corazzatura leggera che le rendeva vulnerabili alla maggior parte delle armi, trovarono impiego nei reparti esploranti a livello battaglione/gruppo di bersaglier e cavalleria in tutti i fronti nei quali fu impegnato il Regio Esercito: Africa Settentrionale, dove nella variante AB 41 si dimostrò elemento prezioso per le divisioni italiane, nei Balcani, in Francia e in Russia. Versioni speciali furono date in dotazione anche a reparti del Genio ferrovieri.
In Italia alcuni esemplari furono impiegati nel corso della battaglia per la difesa di Roma, ed alcuni esemplari schierati a difesa della capitale dai militari italiani furono distrutti in combattimento alla Montagnola sulla via Laurentina dai paracadutisti tedeschi il 10 settembre 1943. Dopo l'armistizio, preda bellica, molte vennero impiegate dai tedeschi (col nome di Panzerspähwagen AB41 201(i)) e alcune trovarono impiego nei reparti della Guardia Nazionale della Repubblica di Salò.
Una versione particolare, detta Ferroviaria, aveva l'apparato di trazione adattato a viaggiare sui binari con speciali cerchioni di acciaio. Venne utilizzata prevalentemente nei Balcani assieme con i treni armati del Regio Esercito in attività anti-partigiane.

## Esemplari superstiti
Sono attualmente conservati sedici esemplari dell'autoblinda. Gli esemplari indicati in neretto sono meccanicamente funzionanti:
- AB.41 - ASPHM Association (La Wentzenau, Francia)
- AB.41 - Caserma "Babini" - Reggimento "Nizza Cavalleria" (1º) (Bellinzago Novarese)
- AB.41 - Caserma "Brunner" - Reggimento "Piemonte Cavalleria" (2º) (Villa Opicina)
- AB.41 - Caserma "Beraudo di Pralorno" - Reggimento "Savoia Cavalleria" (3º) (Grosseto)
- AB.41 - Caserma "Zappalà" - Scuola di cavalleria dell'Esercito Italiano (Lecce)
- AB.41 - Museo storico dell'Aeronautica Militare (Vigna di Valle)
- AB.41 - Museo dell'industria e del lavoro (Brescia)
- AB.41 - Museum of Military History (Johannesburg, Sud Africa)
- AB.41 - Museo della Battaglia di Alamein (el Alamein, Egitto)[7]
- AB.43 - Museo storico della motorizzazione militare (Roma-Cecchignola)
- AB.43 - Museo storico dell'Arma di Cavalleria (Pinerolo)[7]
- AB.43 - Museo di guerra per la pace Diego de Henriquez (Trieste)
- AB.43 - Museo memoriale della libertà (Bologna)[8]
- AB.43 - Caserma "Beraudo di Pralorno - Reggimento "Savoia Cavalleria" (3º) (Grosseto)
- AB.43 - Collezione privata Sig.Fabio Teméroli (Repubblica di San Marino)
- AB.43 ferroviaria - Museo storico della motorizzazione militare (Roma-Cecchignola)

## Utilizzatori
Italia
- Regio Esercito
- Polizia dell'Africa italiana

 Germania
- Heer
- Waffen-SS

 Repubblica Sociale Italiana
 Italia
- Polizia di Stato.
- Arma dei Carabinieri.